# Altheimer Straße
Die Altheimer Straße (B 148) ist eine Landesstraße B in Oberösterreich, ehemalige Bundesstraße und Teil der Europastraße 552. Sie führt auf einer Länge von 36,6 km entlang des Inn durch das Innviertel. Ihren Ausgangspunkt nimmt die Altheimer Straße an der Innkreis Autobahn (A 8) bei der Anschlussstelle Ort im Innkreis und führt über Altheim zur Staatsgrenze nach Deutschland bei Braunau am Inn.

## Geschichte
Sowohl die Braunauer Straße zwischen Braunau, Ried im Innkreis und Lambach als auch die Obernberger Straße zwischen Altheim und Suben gehörten zu den Bundesstraßen, die durch das Bundesgesetz vom 8. Juli 1921 eingerichtet wurden. Bis 1938 wurde die Obernberger Straße als B 49 bezeichnet, nach dem Anschluss Österreichs wurde sie als Reichsstraße 340 geführt. Ab dem 1. April 1948 gehörten beide Straßen wieder zum Netz der Bundesstraßen in Österreich. 2002 erfolgte die Übertragung in die Landesverwaltung.
Die Innviertler Straße von Braunau über Ried nach Wels ersetzte am 1. Juli 1964 die Braunauer Straße. Gemäß Bundesstraßengesetz von 1971 sollte die Innviertler Schnellstraße S 9 die Innviertler Straße zwischen Ried und Braunau ersetzen, welche daher die Bezeichnung B 309 Innviertler Ersatzstraße erhielt. Diese Schnellstraße wurde jedoch nicht gebaut, deshalb wurde am 1. März 1992 eine neue Bundesstraße B 148 zwischen Braunau und Ort im Innkreis eingerichtet, welche sich aus der bisherigen Innviertler Schnellstraße von der Staatsgrenze bis Braunau, der daran anschließenden bisherigen Innviertler Ersatzstraße bis Altheim, der bisherigen B 142 Obernberger Straße zwischen Altheim und Reichersberg sowie der bisherigen Harter Bezirksstraße zwischen Reichersberg und dem A 8 Anschluss Ort im Innkreis zusammensetzt. Grund für diese Umbenennung war, dass die Ableitung des von München kommenden Verkehrs zur A 8 über diesen Straßenzug erfolgen sollte.